# Ősszel érik, babám
Az Ősszel érik, babám kezdetű magyar népdalt a Tolna vármegyei Nagydorogon gyűjtötte Lajtha László 1921-ben.
Feldolgozás:
| Szerző          | Mire                       | Mű                                  |
| --------------- | -------------------------- | ----------------------------------- |
| Kerényi György  | két szólamú vegyeskar      | Piros alma, fekete szőllő           |
| Máriássy István | zongora vagy ének és gitár | Elindultam szép hazámból, 29. kotta |

## Kotta és dallam
| Ősszel érik, babám, a fekete szőlő. Te voltál az igazi szerető. Bocsáss meg, ha vala-valaha vétettem, ellenedre, babám, rosszat cselekedtem.                   | Jaj, de szépen zöldell a rimóci határ, Közepibe legel egy kis bárány. Közepibe gyöngyen legel egy kis bárány, Jaj, de csinos, büszke a rimóci kislány. |
| Kinek varrod, babám, azt a hímzett kendőt? Neked varrom, hogy legyél szeretőm. Négy sarkába négy szál fehér rozmaringot, Közepibe babám, hogy szeretőd vagyok. | |

## Felvételek
- Ősszel érik. YouTube (2012. szeptember 10.)  (Hozzáférés: 2016. március 6.) (audió) Ovitévé.
- Ősszel érik babám. Énekel: Smidéliusz Éva  YouTube (2013. szeptember 25.)  (Hozzáférés: 2016. március 6.) (videó)
- Palóc népdalok - Ősszel érik babám. Énekel: Bojtor Imre  YouTube (2016. február 7.)  (Hozzáférés: 2016. március 6.) (audió)
- Ősszel érik babám. Énekel: Cselényi József  YouTube (2009. november 6.)  (Hozzáférés: 2016. március 6.) (audió)
- Ősszel érik babám. Kerékteleki Dalkör  YouTube (2011. március 14.)  (Hozzáférés: 2016. március 6.) (videó)